# Commonwealth Custom Coach Builders
Commonwealth Custom Coach Builders Ltd. war ein US-amerikanischer Hersteller von Automobilen.

## Unternehmensgeschichte
Das Unternehmen wurde am 19. März 1979 in Holbrook im Bundesstaat New York gegründet. Andere Quellen nennen Lake Grove, Lake Grene und Lake Green, ebenfalls in New York. 1979 oder 1980 begann die Produktion von Automobilen. Der Markenname lautete Commonwealth. 1982 oder 1983 endete die Produktion. Am 29. Dezember 1982 wurde das Unternehmen aufgelöst. Insgesamt entstanden vier Fahrzeuge.

## Fahrzeuge
Das einzige Modell AR-1 war ein Sportwagen. Er ähnelte dem Fiberfab Avenger von Fiberfab Inc. Das Coupé hatte eine Karosserie aus Kunststoff und bot Platz für zwei Personen. Ein V6-Motor von Chevrolet trieb die Fahrzeuge an. Das  Fünfganggetriebe stammte von ZF.